# Korisliiga 2022-23
La temporada 2022-2023 de la Korisliiga fue la edición número 83 de la Korisliiga, el primer nivel de baloncesto en Finlandia. La temporada regular cuádruple comenzó el 30 de septiembre de 2022 y las finales se disputaron en mayo de 2023. El campeón fue el Helsinki Seagulls, que lograba así su primer título.

## Formato
Los doce equipos jugarán dos veces contra cada uno de los otros equipos por un total de 22 partidos. Luego la liga se divide en dos grupos (uno con los primeros 6 equipos y el otro con los últimos 6 equipos) y cada equipo juega dos partidos contra cada uno de los equipos del mismo grupo (para un total de 10 partidos). Los seis equipos del primer grupo y los dos mejores del segundo grupo se unirían a los playoffs. El último equipo descenderá directamente.

## Equipos
El Bisons Loimaa descendió la temporada anterior, y su puesto fue ocupado por el Tapiolan Honka, campeón de la Divisioona IA.
| Equipo            | Ciudad       | Pabellón                   |
| ----------------- | ------------ | -------------------------- |
| Helsinki Seagulls | Helsinki     | Töölö Sports Hall          |
| Kataja            | Joensuu      | LähiTapiola Areena         |
| Karhu             | Kauhajoki    | Kauhajoen Yhteiskoulu      |
| Kobrat            | Lapua        | Lapuan Urheilutalo         |
| Korihait          | Uusikaupunki | Pohitullin Sports Hall     |
| Kouvot            | Kouvola      | Mansikka-Ahon Urheiluhalli |
| KTP               | Kotka        | Steveco-Areena             |
| Lahti             | Lahti        | Energia Areena             |
| Nokia             | Nokia        | Nokian Palloiluhalli       |
| Pyrintö           | Tampere      | Pyynikin Palloiluhalli     |
| Salon Vilpas      | Salo         | Salohalli                  |
| Tapiolan Honka    | Espoo        | Tapiolan Urheiluhalli      |

## Temporada regular

### Clasificación
Actualizado: 21 de enero de 2023
| Pos. | Equipo            | PJ | G  | P  | PF   | PC   | DP   | Pts |                        |
| ---- | ----------------- | -- | -- | -- | ---- | ---- | ---- | --- | ---------------------- |
| 1    | Karhu             | 22 | 19 | 3  | 1964 | 1654 | +310 | 38  | Pasan a Grupo Superior |
| 2    | Helsinki Seagulls | 22 | 16 | 6  | 2008 | 1801 | +207 | 32  | Pasan a Grupo Superior |
| 3    | Kataja            | 22 | 13 | 9  | 1839 | 1772 | +67  | 26  | Pasan a Grupo Superior |
| 4    | Salon Vilpas      | 22 | 12 | 10 | 1988 | 1883 | +105 | 24  | Pasan a Grupo Superior |
| 5    | KTP               | 22 | 11 | 11 | 1946 | 1949 | −3   | 22  | Pasan a Grupo Superior |
| 6    | Kouvot            | 22 | 11 | 11 | 1941 | 1944 | −3   | 22  | Pasan a Grupo Superior |
| 7    | Kobrat            | 22 | 11 | 11 | 1791 | 1852 | −61  | 22  | Pasan a Grupo Inferior |
| 8    | Nokia             | 22 | 11 | 11 | 1663 | 1722 | −59  | 22  | Pasan a Grupo Inferior |
| 9    | Pyrintö           | 22 | 9  | 13 | 1849 | 1870 | −21  | 18  | Pasan a Grupo Inferior |
| 10   | Tapiolan Honka    | 22 | 7  | 15 | 1738 | 1916 | −178 | 14  | Pasan a Grupo Inferior |
| 11   | Lahti             | 22 | 7  | 15 | 1816 | 1985 | −169 | 14  | Pasan a Grupo Inferior |
| 12   | Korihait          | 22 | 5  | 17 | 1772 | 1967 | −195 | 10  | Pasan a Grupo Inferior |

 Fuente: Korisliiga

### Resultados
| Local \ Visitante | HON    | HEL    | KAT    | KAU    | KOB    | KOR    | KOU     | KTP    | LAH    | NOK   | PYR     | VIL     |
| ----------------- | ------ | ------ | ------ | ------ | ------ | ------ | ------- | ------ | ------ | ----- | ------- | ------- |
| Tapiolan Honka    | —      | 78–104 | 75–95  | 92–85  | 104–98 | 80–73  | 80–96   | 78–94  | 71–76  | 68–79 | 72–80   | 78–68   |
| Helsinki Seagulls | 82–60  | —      | 97–81  | 91–85  | 77–90  | 110–74 | 103–79  | 106–75 | 98–95  | 94–73 | 89–74   | 101–87  |
| Joensuun Kataja   | 80–78  | 76–77  | —      | 91–100 | 91–73  | 94–59  | 71–81   | 97–87  | 95–87  | 95–81 | 94–86   | 71–69   |
| Karhu Basket      | 97–62  | 85–73  | 95–59  | —      | 95–61  | 80–48  | 82–74   | 100–95 | 85–68  | 76–72 | 80–78   | 82–73   |
| Kobra-Basket      | 90–85  | 82–103 | 63–88  | 81–72  | —      | 86–80  | 98–100  | 63–60  | 75–83  | 92–74 | 74–77   | 93–88   |
| UU-Korihait       | 87–90  | 83–90  | 70–63  | 79–103 | 74–76  | —      | 88–102  | 99–105 | 90–64  | 83–85 | 84–81   | 78–88   |
| Kouvot Basket     | 91–102 | 79–86  | 67–79  | 81–95  | 104–90 | 81–90  | —       | 82–95  | 96–94  | 0–40  | 128–103 | 100–89  |
| KTP-Basket        | 91–78  | 94–91  | 90–76  | 89–111 | 87–78  | 108–97 | 99–95   | —      | 84–102 | 92–74 | 95–80   | 84–85   |
| Lahti             | 90–101 | 88–100 | 78–96  | 81–101 | 81–84  | 81–79  | 89–92   | 99–87  | —      | 94–90 | 71–75   | 84–95   |
| BC Nokia          | 76–72  | 76–70  | 75–83  | 76–86  | 62–100 | 93–86  | 63–91   | 73–71  | 74–76  | —     | 87–75   | 103–101 |
| Pyrintö           | 83–67  | 85–76  | 106–83 | 72–95  | 76–90  | 109–70 | 79–98   | 84–80  | 107–70 | 72–77 | —       | 82–99   |
| Salon Vilpas      | 101–77 | 102–90 | 88–81  | 78–93  | 103–74 | 98–101 | 109–105 | 101–84 | 110–65 | 65–72 | 91–85   | —       |

## Grupo Superior

### Clasificación
| Pos. | Equipo            | PJ | G  | P  | PF   | PC   | DP   | Pts | Clasificación o descenso |
| ---- | ----------------- | -- | -- | -- | ---- | ---- | ---- | --- | ------------------------ |
| 1    | Karhu Basket      | 32 | 26 | 6  | 2832 | 2458 | +374 | 58  | Acceden a los Playoffs   |
| 2    | Helsinki Seagulls | 32 | 25 | 7  | 2978 | 2588 | +390 | 57  | Acceden a los Playoffs   |
| 3    | Joensuun Kataja   | 32 | 16 | 16 | 2707 | 2657 | +50  | 48  | Acceden a los Playoffs   |
| 4    | Salon Vilpas      | 32 | 16 | 16 | 2906 | 2862 | +44  | 48  | Acceden a los Playoffs   |
| 5    | Kouvot Basket     | 32 | 15 | 17 | 2803 | 2894 | −91  | 47  | Acceden a los Playoffs   |
| 6    | KTP-Basket        | 32 | 14 | 18 | 2814 | 2898 | −84  | 46  | Acceden a los Playoffs   |

 Fuente: Korisliiga

### Resultados
| Local \ Visitante | HEL    | KAT    | KAU    | KTP     | KOU    | VIL     |
| ----------------- | ------ | ------ | ------ | ------- | ------ | ------- |
| Helsinki Seagulls | —      | 101–87 | 99–71  | 92–80   | 98–70  | 106–67  |
| Joensuun Kataja   | 77–90  | —      | 75–79  | 102–114 | 86–78  | 111–95  |
| Karhu Basket      | 86–84  | 79–64  | —      | 102–65  | 92–75  | 101–60  |
| KTP-Basket        | 75–86  | 86–83  | 87–88  | —       | 80–94  | 109–105 |
| Kouvot Basket     | 73–104 | 78–102 | 102–93 | 97–83   | —      | 109–103 |
| Salon Vilpas      | 91–110 | 85–81  | 93–77  | 100–89  | 109–86 | —       |

## Grupo inferior

### Clasificación
| Pos. | Equipo         | PJ | G  | P  | PF   | PC   | DP   | Pts | Clasificación o descenso           |
| ---- | -------------- | -- | -- | -- | ---- | ---- | ---- | --- | ---------------------------------- |
| 1    | BC Nokia       | 32 | 19 | 13 | 2493 | 2484 | +9   | 51  | Acceden a Playoffs                 |
| 2    | Pyrintö        | 32 | 15 | 17 | 2723 | 2742 | −19  | 47  | Acceden a Playoffs                 |
| 3    | Lahti          | 32 | 14 | 18 | 2795 | 2902 | −107 | 46  |                                    |
| 4    | Kobra-Basket   | 32 | 13 | 19 | 2624 | 2765 | −141 | 45  |                                    |
| 5    | UU-Korihait    | 32 | 11 | 21 | 2654 | 2784 | −130 | 43  |                                    |
| 6    | Tapiolan Honka | 32 | 8  | 24 | 2826 | 2730 | +96  | 40  | Descenso a Koripallon I-divisioona |

 Fuente: Korisliiga

### Resultados
| Local \ Visitante | HON     | KOB    | KOR    | LAH     | NOK   | PYR    |
| ----------------- | ------- | ------ | ------ | ------- | ----- | ------ |
| Tapiolan Honka    | —       | 79–78  | 71–98  | 81–95   | 63–79 | 80–89  |
| Kobra-Basket      | 79–70   | —      | 79–92  | 103–112 | 78–84 | 89–83  |
| UU-Korihait       | 102–79  | 98–73  | —      | 83–84   | 73–83 | 91–86  |
| Lahti             | 120–115 | 102–87 | 115–93 | —       | 85–88 | 73–76  |
| BC Nokia          | 74–67   | 84–72  | 61–68  | 103–95  | —     | 100–82 |
| Pyrintö           | 96–88   | 109–95 | 86–84  | 88–98   | 79–74 | —      |

## Playoffs
Los cuartos de final y las semifinales se jugaron al mejor de tres, formato 1–1–1 con un nuevo sorteo en las semifinales. Las finales se jugaron en un formato de playoffs al mejor de siete.

### Cuadro final
|  | Cuartos de final | Cuartos de final  | Cuartos de final |                   |   | Semifinales       | Semifinales | Semifinales |   |               | Finales       | Finales         | Finales |  |
|  |                  |                   |                  |                   |   |                   |             |             |   |               |               |                 |         |  |
|  |                  |                   |                  |                   |   |                   |             |             |   |               |               |                 |         |  |
|  | 1                | Karhu Basket      | 3                |                   |   |                   |             |             |   |               |               |                 |         |  |
|  | 1                | Karhu Basket      | 3                |                   |   |                   |             |             |   |               |               |                 |         |  |
|  | 8                | Pyrintö           | 0                |                   |   |                   |             |             |   |               |               |                 |         |  |
|  | 8                | Pyrintö           | 0                |                   | 1 | Karhu Basket      | 4           |             |   |               |               |                 |         |  |
|  |                  |                   |                  |                   | 1 | Karhu Basket      | 4           |             |   |               |               |                 |         |  |
|  |                  |                   | 4                | Salon Vilpas      | 1 |                   |             |             |   |               |               |                 |         |  |
|  | 4                | Salon Vilpas      | 4                | Salon Vilpas      | 1 | 3                 |             |             |   |               |               |                 |         |  |
|  | 4                | Salon Vilpas      |                  |                   |   |                   |             |             |   |               |               |                 |         |  |
|  | 5                | Kouvot Basket     | 0                |                   |   |                   |             |             |   |               |               |                 |         |  |
|  | 5                | Kouvot Basket     | 0                |                   |   |                   |             |             |   | 1             | Karhu Basket  | 2               |         |  |
|  |                  |                   |                  |                   |   |                   |             |             |   | 1             | Karhu Basket  | 2               |         |  |
|  |                  |                   | 2                | Helsinki Seagulls | 4 |                   |             |             |   |               |               |                 |         |  |
|  | 2                | Helsinki Seagulls | 2                | Helsinki Seagulls | 4 | 3                 |             |             |   |               |               |                 |         |  |
|  | 2                | Helsinki Seagulls |                  |                   |   |                   |             |             |   |               |               |                 |         |  |
|  | 7                | BC Nokia          | 0                |                   |   |                   |             |             |   |               |               |                 |         |  |
|  | 7                | BC Nokia          | 0                |                   | 2 | Helsinki Seagulls | 4           |             |   | Tercer puesto | Tercer puesto | Tercer puesto   |         |  |
|  |                  |                   |                  |                   | 2 | Helsinki Seagulls | 4           |             |   | Tercer puesto | Tercer puesto | Tercer puesto   |         |  |
|  |                  |                   | 3                | Joensuun Kataja   | 0 |                   |             |             |   |               |               |                 |         |  |
|  | 3                | Joensuun Kataja   | 3                | Joensuun Kataja   | 0 | 3                 |             |             | 4 | Salon Vilpas  | 96            |                 |         |  |
|  | 3                | Joensuun Kataja   |                  |                   |   |                   |             |             | 4 | Salon Vilpas  | 96            |                 |         |  |
|  | 6                | KTP-Basket        | 2                |                   |   |                   |             |             |   |               | 3             | Joensuun Kataja | 107     |  |
|  | 6                | KTP-Basket        | 2                |                   |   |                   |             |             |   |               | 3             | Joensuun Kataja | 107     |  |
|  |                  |                   |                  |                   |   |                   |             |             |   |               |               |                 |         |  |